# Стюарт, Уилли
Уи́льям С. (Уи́лли) Стю́арт (англ. William S. «Willie» Stewart; 11 февраля 1872 — июнь 1945) — шотландский футболист. В начале карьеры выступал на позиции инсайда, после чего стал хавбеком.

## Футбольная карьера
Родился в шотландском городе Копар-Ангус. В июле 1889 года перешёл из клуба «Уорикшир Каунти» в «Ньютон Хит». Он забил гол в первом матче «Ньютон Хит» в Футбольном альянсе против «Сандерленд Альбион» 21 сентября 1889 года. 7 апреля 1890 года Стюарт забил первый хет-трик в истории «Ньютон Хит» в матче против «Смолл Хит». В сезоне 1892/93 он помог клубу остаться в Первом дивизионе Футбольной лиги. Забив за «Ньютон Хит» 5 мячей в 87 матчах, он покинул клуб в мае 1895 года, перейдя в «Лутон Таун». Впоследствии играл за «Миллуолл Атлетик», «Темз Айронуоркс» и «Данди».